# Fijn laddermos
Fijn laddermos (Kindbergia praelonga, synoniem: Eurhynchium praelongum) is een in het bos veel voorkomend mos en behoort tot de dikkopmosfamilie (Brachytheciaceae).

## Determinatie
Fijn laddermos is een slaapmos dat matten vormt. De geelgroene mosplanten bedekken vaak een groot oppervlak. Het mos is enkelvoudig geveerd vertakt. De veren kunnen uit elkaar of dicht bij elkaar staan. De stengels kunnen meer dan 10 cm lang worden, maar zijn meestal 5–7 cm lang.
De bladeren aan het stengels en die aan de takken zijn verschillend van vorm. De stengelbladeren zijn breed eivormig of hartvormig en gaan plotseling over in een lange priemvormige spits. De bladeren zijn onder de spits ongeveer even breed als lang met een breed driehoekige vorm. Ze staan iets van de stam af, waardoor het blad aan de basis iets hartvormig is. De takbladeren daarentegen lopen geleidelijk in een spits uit en zijn smal driehoekig of lancetvormig.
De bladrand is duidelijk gezaagd en de bladnerf eindigt voor de top die aan de onderzijde als een kleine doorn uit het blad steekt. Tussen de bladeren zitten parafylliën. De bladeren staan wijd of schuin af op de stengel.
Het sporenkapsel is iets gebogen tot horizontaal en wordt afgesloten door een lang gesnaveld operculum.

## Variëteit
Naast Kindbergia praelonga wordt ook var. stokesii onderscheiden. Deze heeft een iets forsere bouw en is dichter en dubbel geveerd. Hierdoor lijkt deze variëteit enigszins op gewoon thujamos (Thuidium tamariscinum).

## Ecologie
In Europa komt ze veel voor, maar niet op kalkhoudende grond. De plant groeit op vochtige, beschaduwde tot halfbeschaduwde standplaatsen zowel op de grond als op stenen, boomvoeten en vermolmd hout.

## Verspreiding
Het verspreidingsgebied van fijn laddermos strekt zich uit over het noordelijk halfrond voor en is alleen zeldzaam op grotere hoogten. In Europa is het wijdverspreid en algemeen voorkomend.

## Fotogalerij

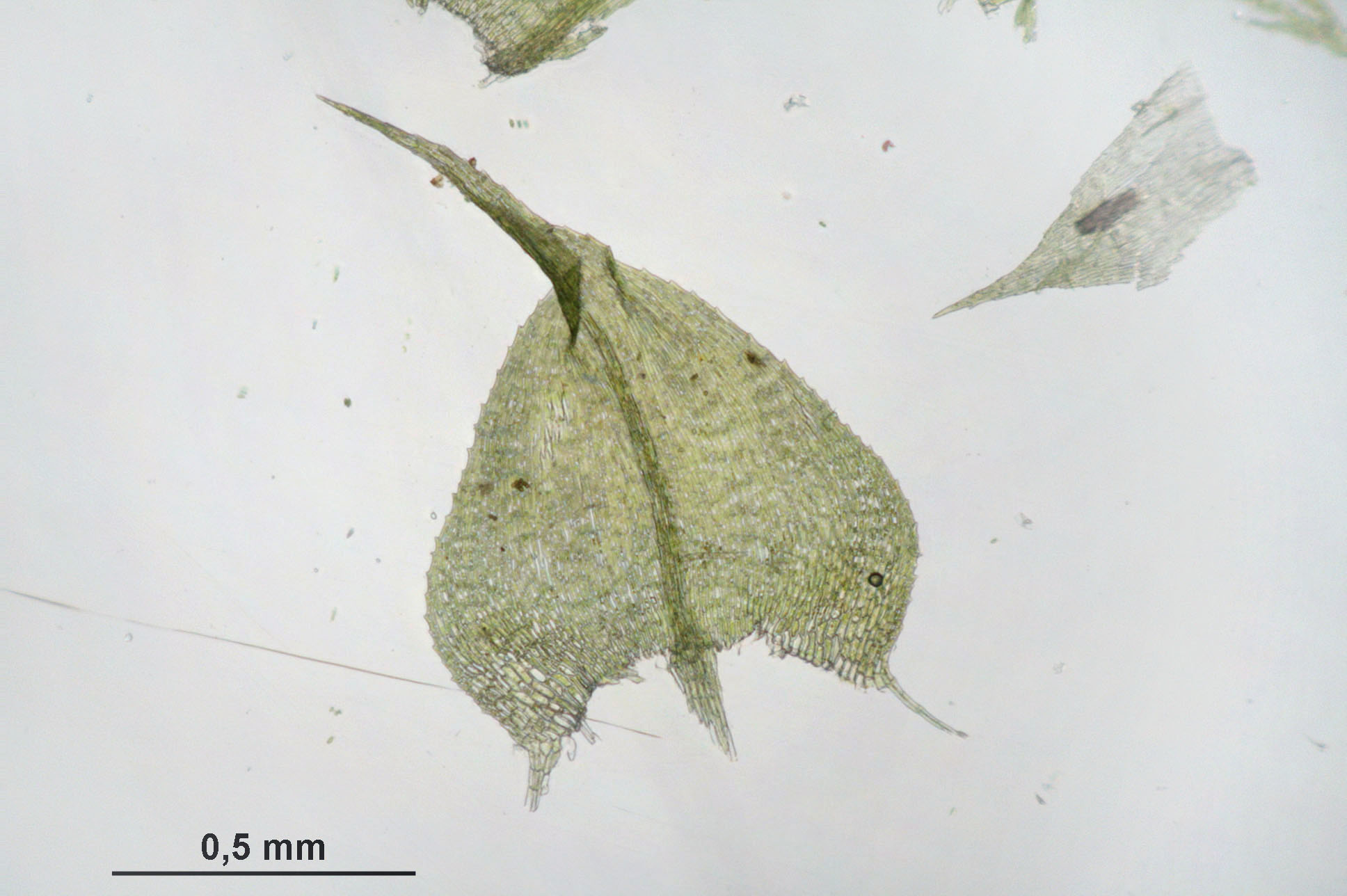
Stengelbladmet aflopende oortjes
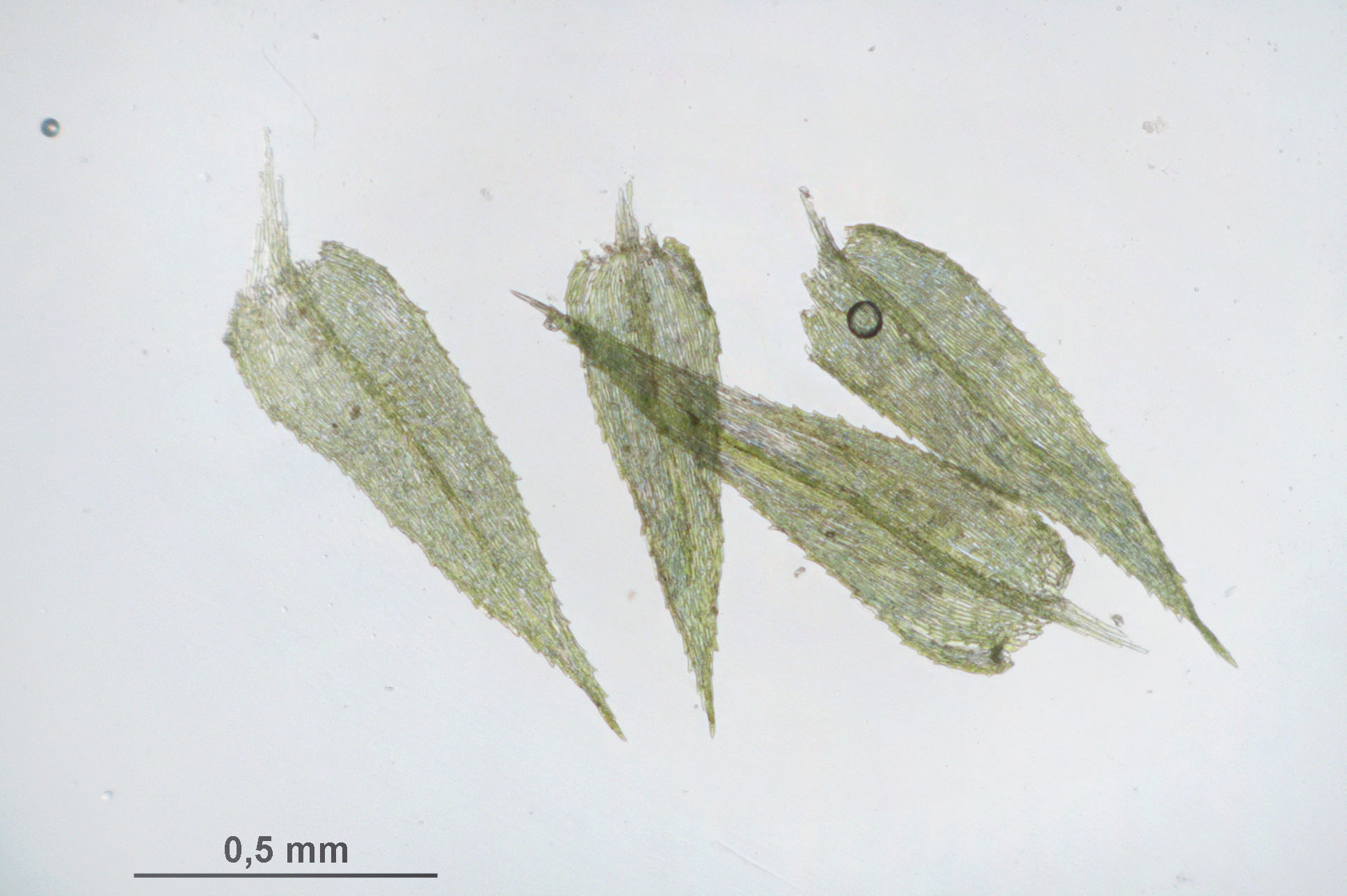
Takbladeren
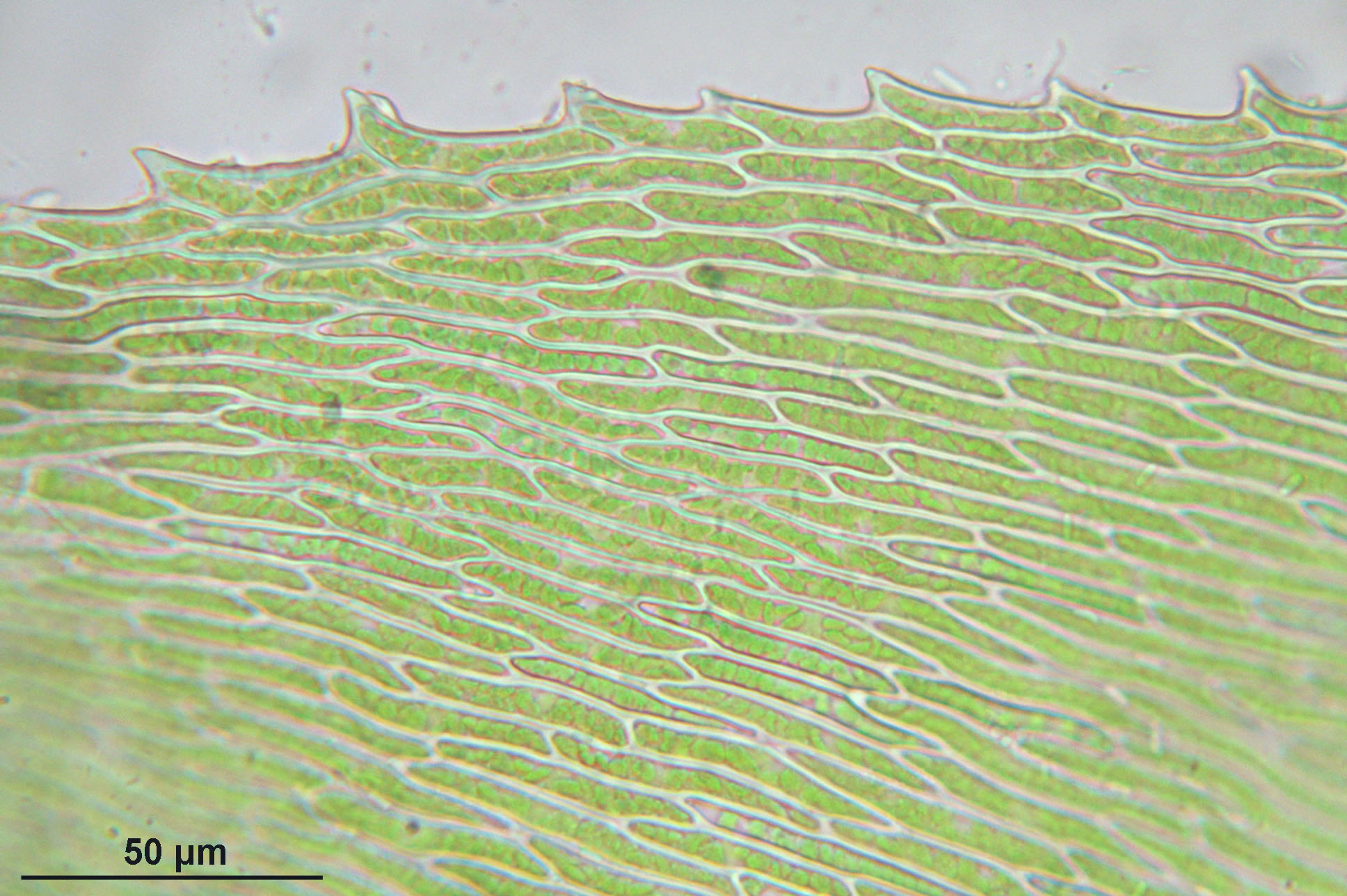
Cellen getande bladrand
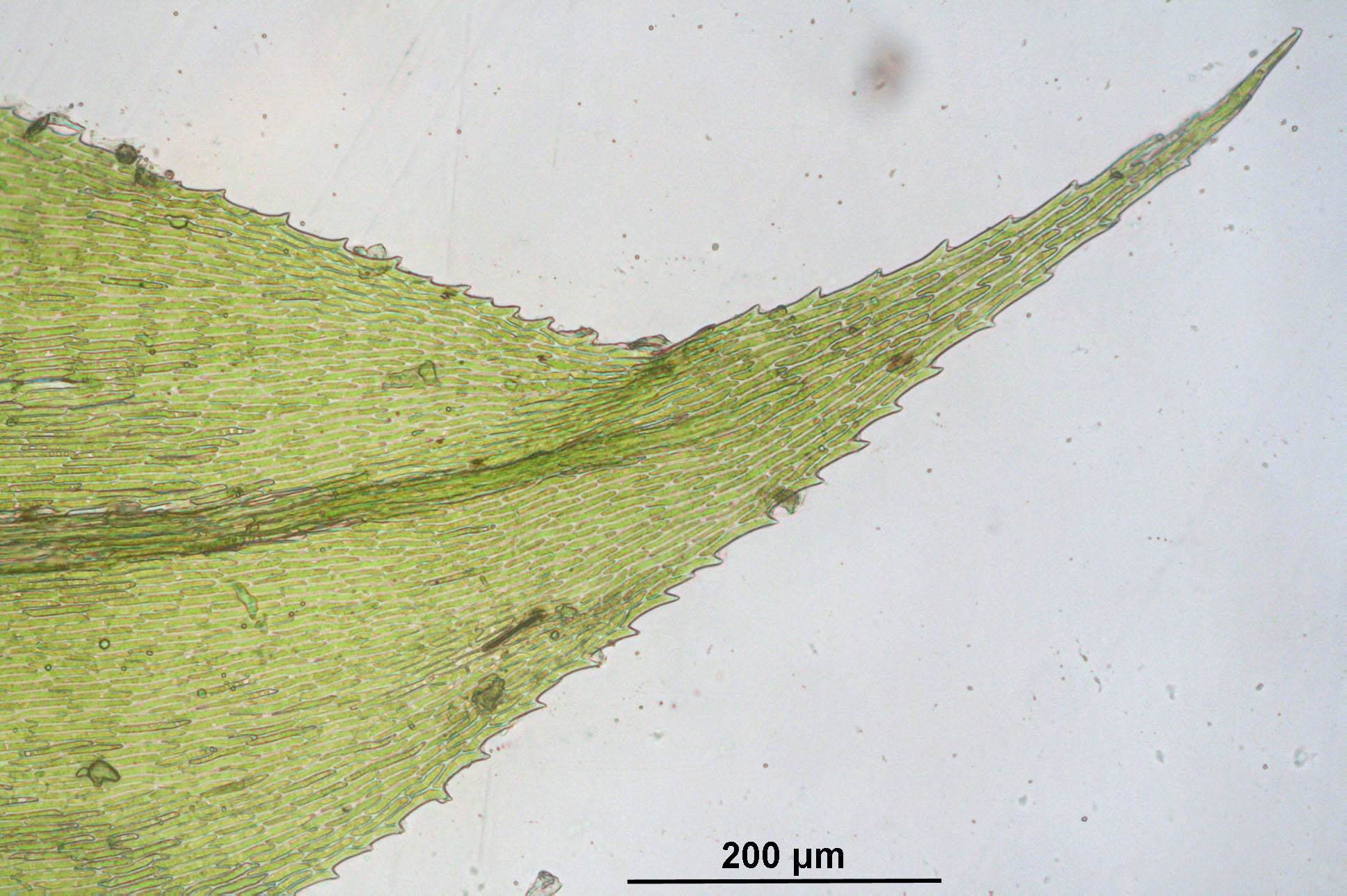
Cellen bladtop en bladnerf